# Åke Strömdahl
Åke Hugo Gordon Strömdahl, född 11 april 1913 i Maria Magdalena församling i Stockholm, död 20 december 1974 i Oscars församling i Stockholm, var en svensk guldsmedsmästare, hovjuvelerare. formgivare och fäktare.
Strömdahl var son till hovjuvelerare Hugo Strömdahl och Hildur Brolin. Han var utbildad vid Tekniska skolan, Kunstgewerbeschule i Stuttgart och École des Arts Décoratives i Paris. Han fick gesällbrev som guldsmed 1936 och företog gesällvandringar till Tyskland, Frankrike, England och Nederländerna 1937–1939 samt fick mästarbrev som guldsmed och juvelerare 1941.
Strömdahl övertog sin faders företag och var verkställande direktör för Hovjuvelerare Hugo Strömdahl AB från 1948. Utan att vara någon nydanare i yrket framstod han som en skicklig yrkesman i modern anda. Hans föremål är vanligtvis helt odekorerade med infattade ädelstenar eller svenska slipade och polerade stenar. Han medverkade i utställningen Nyttokonstnärerna 1949 som visades på Nationalmuseum,  Konsthantverkarnas gilles utställning på Liljevalchs konsthall 1956, Svenska slöjdföreningens smyckeutställning på Nationalmuseum 1959 och konsthantverksutställningar på Hantverkets lokaler i Stockholm samt ett flertal internationella utställningar i Helsingfors, Köpenhamn och Milano. Strömdahl finns representerad vid Nationalmuseum i Stockholm. Han deltog i konsthantverksutställningar i Stockholm, Köpenhamn, Milano, Hamburg-Berlin, Paris och Amsterdam-Haag. För Skara plast formgav han en rad bruksföremål i plast. Han var författare till boken Ädelstenar (1950).
Han var ordförande för Hantverkarnas studieförbund från 1950, styrelseordförande i Föreningen hantverkets folkhögskola i Leksand från 1954, ledamot av Sveriges scoutförbunds förlags AB och AB Scoutvaror, medlem av Frimurarorden och Par Bricole.
Vidare var han en framgångsrik fäktare och blev svensk mästare i fäktning på sabel två gånger.
Åke Strömdahl gifte sig 1948 med Marianne Bergh (1918–1993), dotter till civilingenjören Åke Bergh och Eva Karlsson. De fick två barn: Carl (född 1950) och Marie Eva (född 1952).